# Stopień wodny Siarzewo

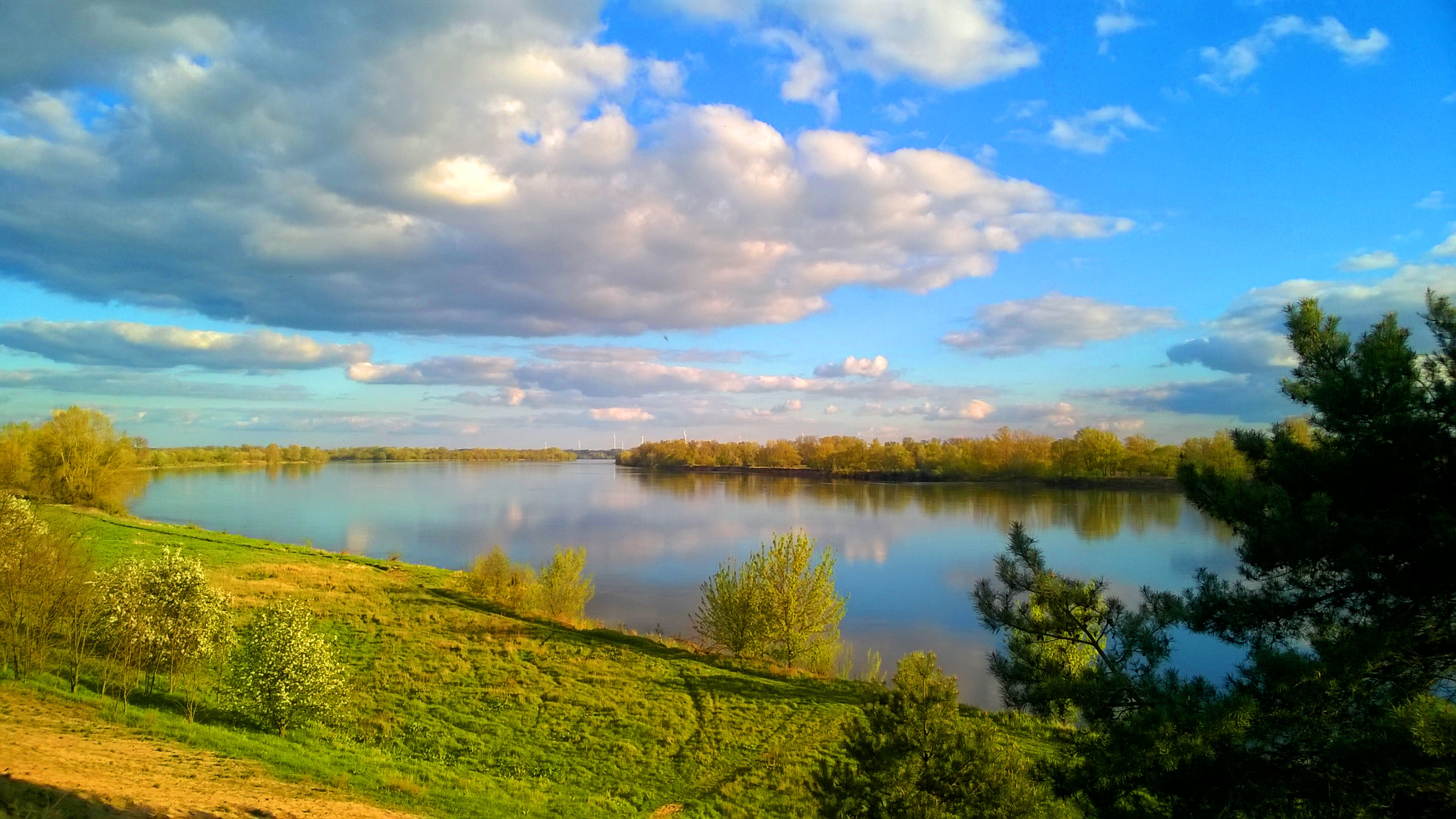
Wisła na wysokości Siarzewa (stan z maja 2016 roku)

Stopień wodny Siarzewo – projekt budowy następnego po zaporze we Włocławku stopnia wodnego na Wiśle, który ma powstać na 708. kilometrze rzeki w miejscowości Siarzewo i według wstępnej koncepcji składać się z elektrowni o mocy ok. 80 MW, połączenia drogowego, jazu, śluzy żeglugowej z miejscami do postoju jednostek pływających i lodołamaczy, przepławki uniwersalnej, przepławki dla ryb łososiowatych, przewału, toru kajakowego i koryta obejścia. Według premiera Mateusza Morawieckiego inwestycja ma między innymi zapewnić bezpieczeństwo mieszkańcom Kujaw i Ziemi Dobrzyńskiej, zmniejszając ryzyko powodziowe, odtworzyć pierwotny charakter łęgów nadrzecznych, dostarczać czysty ekologicznie prąd, przyczynić się do rozwoju transportu śródlądowego i przeciwdziałać suszy
. Według obowiązującego w 2020 roku harmonogramu, prace budowlane miały rozpocząć się po 2023 roku i zakończyć trzy lata później. W marcu 2021 podano zaktualizowany termin realizacji inwestycji: „projekt będzie realizowany do 2029 r. z przygotowaniem dokumentacji i budową, a prace budowlane mają się rozpocząć na przełomie 2023 i 2024 r.”

## Historia
Lokalizację stopnia wodnego zatwierdzono w 2012 roku. W lutym 2016 roku Regionalny Dyrektor Ochrony Środowiska udzielił negatywnej odpowiedzi na wniosek grupy Energa o opinię środowiskową dla przedsięwzięcia budowy zapory w Siarzewie ze względu na fakt, że inwestycja ta nie była wpisana do planów gospodarowania wodami dorzecza Wisły, nie uzasadniono dostatecznie odrzucenia możliwości alternatywnych, a budowa zapory negatywnie wpłynęłaby na 8 obszarów Natura 2000 i znacząco pogorszyłaby możliwość migracji i rozrodu ryb, m.in. różanki i łososia atlantyckiego. W atmosferze skandalu, Włodzimierz Ciepły, Regionalny Dyrektor Ochrony Środowiska w Bydgoszczy stracił stanowisko dzień po wydaniu negatywnej decyzji. Energa zapowiedziała odwołanie się od decyzji do Generalnego Dyrektora Ochrony Środowiska. Ostatecznie odwołanie złożył Marek Wojtkowski, Prezydent Włocławka, który posiadał status inwestora na podstawie porozumienia z Energą. GDOŚ uznał zasadność złożonego odwołania, sprawę przekazano więc do ponownego rozpatrzenia przez RDOŚ w Bydgoszczy.
Projekt budowy zapory w Siarzewie oprotestowało 6 organizacji ekologicznych, powołując się m.in. na zagrożenie, które inwestycja ta może spowodować dla obszaru Natura 2000 Włocławska Dolina Wisły. Pomimo to Ministerstwo Środowiska poparło realizację nowego stopnia wodnego, a wiceminister środowiska Mariusz Gajda działanie organizacji ekologicznych nazwał „blokowaniem rozwoju gospodarczego”. Według szacunków Energi koszt zapowiadanej od 2009 roku inwestycji wyniesie 3,5 miliarda złotych, zdaniem wiceministra może być co najmniej o miliard mniejszy – oszczędności mogą polegać np. na rezygnacji z przeprawy drogowej na budowli jako komponentu trasy S10 i (lub?) wyborze nowych technologii budowy. W 2017 roku koszty szacowano na 2,2 miliarda złotych, w 2021 roku ogłoszono, że maksymalny koszt inwestycji obliczono na 4,5 miliarda złotych.

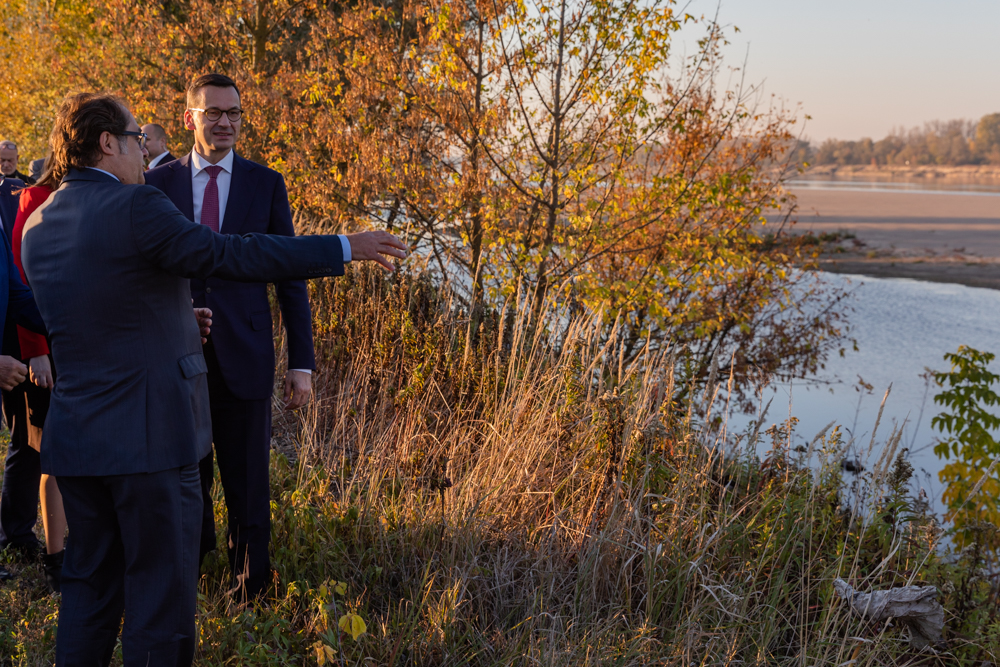
Mateusz Morawiecki podczas konferencji prasowej w Siarzewie

W 2017 roku inwestor (Energa) przygotował nowy projekt budowy zapory w Siarzewie i rozpoczął konsultacje społeczne w tej sprawie. 14 listopada 2017 Komitet Ekonomiczny Rady Ministrów zaakceptował przedmiotową inwestycję. 29 grudnia 2017 Regionalna Dyrekcja Ochrony Środowiska w Bydgoszczy wydała zgodę środowiskową na budowę tej tamy. Decyzja nie jest prawomocna. Zapisano w niej, że stopień wodny będzie oddziaływać na obszary Natura 2000, przyjęto, że bezpieczeństwo powodziowe jest ważniejsze od ochrony przyrody i stanowi ono „nadrzędny interes społeczny”. Nakazano kompensatę szkód, które poniesie środowisko, m.in. poprzez odtwarzanie siedlisk, dokonywanie nasadzeń, zapewnienie możliwości migracji rybom wędrownym. Docelowo inwestorem będą Wody Polskie, natomiast Energa będzie inwestorowi doradzać.
W marcu 2020 roku odbyła się konferencja na temat budowy Stopnia Wodnego Siarzewo, gdzie dyskutowali przedstawiciele środowisk naukowych, organizacji ekologicznych, eksperci i przedstawiciele lokalnych społeczności. Między innymi Prof. dr hab. Krystyna Wojewódzka-Król – Profesor zwyczajny, pracownik Wydziału Ekonomicznego Uniwersytetu Gdańskiego, Ekspert Komitetu Transportu Polskiej Akademii Nauk prezentowała wykład na temat „Stopień Wodny Siarzewo szansą na zrównoważony rozwój regionu Dolnej Wisły”, w którym uzasadniła swoja opinię, że „Potrzebujemy tego stopnia, ze względu na przesłanki społeczne, ekonomiczne, a także ekologiczne” Przedstawiono też wizualizację projektu SW Siarzewo, opatrzoną informacją: „Stopień Wodny Siarzewo ma być nowoczesną budowlą hydrotechniczną posadowioną w korycie rzeki. Nie utworzy wielkiego zbiornika, takiego, jak np. Zalew Zegrzyński, czy Zbiornik Włocławski i nie będzie ograniczać przepływu wód w Wiśle. Zastosowane rozwiązania techniczne pozwalają na zachowanie charakteru rzecznego Wisły stabilizując poziom zwierciadła wody w korycie przy przepływach niskich”. 28 września 2020r. miała miejsce konferencja „Potencjał gospodarczy Dolnej Wisły”, gdzie przedstawiono także rolę SW Siarzewo w kaskadyzacji Wisły. Tylko w latach 2010–2016 w pracach i konsultacjach brało udział kilkudziesięciu profesorów i doktorantów oraz stu magistrów inżynierów z kilku krajów świata. W latach 2016–2020 do tego grona dołączyli kolejni eksperci oraz instytucje naukowe.
1 marca 2021 roku wiceminister Marek Gróbarczyk powiedział: „15 marca zostanie ogłoszony przetarg na projekt budowy stopnia wodnego w Siarzewie, jako elementu wiślańskiej drogi wodnej i modernizacji całościowej Wisły. Jesteśmy już w stu procentach przygotowani pod kątem dokumentacyjnym w ramach tej realizacji.”
12 marca 2021 roku Wody Polskie ogłosiły zamówienie na „Opracowanie dokumentacji przedprojektowej i projektowej oraz opracowań towarzyszących dla inwestycji pn. „Budowa Stopnia Wodnego na Wiśle poniżej Włocławka – SW Siarzewo wraz z uzyskaniem decyzji o pozwoleniu na realizację inwestycji”. To ważny krok w kierunku tej inwestycji. „Tama na Wiśle we Włocławku już nie będzie samotna. Roboty w Siarzewie mają ruszyć na przełomie lat 2023–2024”
Marszałek Województwa Kujawsko-Pomorskiego Piotr Całbecki zaprosił 15 marca 2021 r. na „spotkanie środowisk zainteresowanych zrównoważonym wykorzystaniem potencjału Wisły i wypracowaniem wspólnego Apelu skierowanego do Prezesa Rady Ministrów – Mateusza Morawieckiego, a dotyczącego włączenia inwestycji związanych z gospodarką wodną, w tym przede wszystkim budowy Stopnia Siarzewo, do Krajowego Planu Odbudowy.” Spotkanie spotkało się z poparciem wielu środowisk, również spoza województwa. W spotkaniu wzięli również udział naukowcy, jak prof. dr hab. Zygmunt Bernard Babiński, profesor zwyczajny Uniwersytetu Kazimierza Wielkiego w Bydgoszczy, prodziekan ds. Nauki Wydziału Nauk Przyrodniczych UKW, dyrektor Instytutu Geografii, kierownik Zakładu Hydrologii i Ochrony Wód, później kierownik Katedry Rewitalizacji Dróg Wodnych Instytutu Geografii UKW, obecnie dziekan Wydziału Kultury Fizycznej, Zdrowia i Turystyki UKW (2012-2016). po 1.12.2016 ponownie kierownik Katedry Rewitalizacji Dróg Wodnych. Zdaniem zwolenników inwestycji uregulowanie dolnej Wisły i budowa stopnia wodnego w Siarzewie poprawi bezpieczeństwo tamy we Włocławku, zapewni czystą energię i ekologiczny transport. (...) Udział w konferencji online zorganizowanej przez marszałka woj. kujawsko-pomorskiego Piotra Całbeckiego wzięli przedstawiciele środowisk zainteresowanych „zrównoważonym wykorzystaniem potencjału Wisły”, m.in. parlamentarzyści, samorządowcy, naukowcy, przedstawiciele organizacji pozarządowych. W sumie przy komputerach zasiadło ponad 500 osób. Jak sami mówili to „grono przekonanych” do konieczności kaskadyzacji królowej polskich rzek.” „Dużym zainteresowaniem cieszył się towarzyszący spotkaniu czat, który zdominowały rzeczowe uwagi i komentarze z wyrazami poparcia. „Podpisuję się pod apelem. (…) Łańcuchy dostaw biegnące przez porty bałtyckie coraz częściej natrafiają na wąskie gardła w korytarzach transportu drogowego i kolejowego, dlatego użeglowienie dolnej Wisły pozwoli na zwiększenie efektywności łańcuchów dostaw. W związku z planami utworzenia w naszym województwie węzła logistycznego Bydgoszcz (z platformą multimodalną w Solcu Kujawskim) mamy szansę stworzyć wyjątkowe warunki dla dalszych inwestycji w infrastrukturę logistyczną naszego regionu” – napisał na czacie prof. Rafał Haffer, kierownik Katedry Logistyki Uniwersytetu Mikołaja Kopernika. „Planowany obiekt ma być nowoczesny, przyjazny środowisku i wielofunkcyjny. Jego koncepcja powstała przy udziale naukowców i ekspertów z dziedziny hydrologii i hydrotechniki, na podstawie wieloletnich badań i analiz instytutów badawczych w tym Instytutu Rybactwa Śródlądowego.
18 marca 2021 podczas konferencji w Ciechocinku Marek Gróbarczyk podkreślił, że „ogłoszenie, które pojawiło się wczoraj w Europejskim Dzienniku Urzędowym na temat budowy stopnia wodnego w Siarzewie jest końcem dyskusji na temat tego, czy ten stopień ma być budowany, czy nie. To moment faktycznego rozpoczęcie realizacji tej inwestycji”.
W sierpniu 2021 minister środowiska uchylił decyzję środowiskową Regionalnej Dyrekcji Ochrony Środowiska w Bydgoszczy z 29 grudnia 2017. Wyrokiem z dnia 21 października 2021 o sygnaturze IV SA/Wa 1418/21 Wojewódzki Sąd Administracyjny w Warszawie uchylił decyzję ministra klimatu. Wyrok w przedmiotowej sprawie jest prawomocny. W grudniu 2024 media poinformowały od odmowie wydania decyzji środowiskowej przez Generalnego Dyrektora Ochrony Środowiska.

## Opinie naukowców i organizacji pozarządowych na temat inwestycji
Zdaniem prof. dra hab. Zygmunta Babińskiego z Katedry Rewitalizacji Dróg Wodnych UKW inwestycja jest zasadna przede wszystkim ze względu na braki wody na Kujawach oraz kwestie ekonomiczne, związane ze stratami ponoszonymi podczas powodzi i podczas przeciwdziałania erozji brzegów. Według jego opinii regulacja Wisły zapewni rozwój turystyce i rekreacji, czystą energię i 20 tysięcy miejsc pracy.
Dr inż. Janusz Granatowicz jako przedstawiciel inwestora (dyrektor w firmie Energa Invest) także przekonuje, że budowa zapory w Siarzewie gwarantuje sporo korzyści. Jest zwolennikiem koncepcji kaskady, zakładającej budowę wielu stopni na Wiśle, inwestycji wartych łącznie około 30 mld zł, możliwych do zrealizowania w ciągu najbliższych 30 lat. Ocenia, że dzięki stopniowi w Siarzewie wyeliminowane zostanie ryzyko awarii stopnia włocławskiego, a co za tym idzie uwolnienia szkodliwych substancji, które w ciągu ostatnich dziesięcioleci osadziły się w Jeziorze Włocławskim, nie będzie także wymywane dno rzeki poniżej Włocławka, wyższy poziom Wisły pozwoli również na sprawne poruszanie się po niej lodołamaczy. Wybudowanie stopnia w Siarzewie ma zapewnić bezpieczeństwo przeciwpowodziowe (poprzez spłaszczanie i opóźnianie fali powodziowej), ma umożliwić nawadnianie na obszarze ubogich w deszcze Kujaw i Wielkopolski, zwiększyć dostawy energii elektrycznej, polepszyć warunki żeglugi, zapewnić nową przeprawę drogową i uatrakcyjnić okolicę poprzez utworzenie Zalewu Ciechocińskiego.
Przeciwpowodziowe zalety zapór kwestionuje prof. Tomasz Mikołajczyk z katedry ichtiologii i rybactwa Akademii Rolniczej w Krakowie, zwolennik zburzenia zapory włocławskiej oraz utylizacji i stabilizacji milionów ton mułu, który zgromadził się w zbiorniku zaporowym. Kwestionuje też zalety płynące z podnoszenia się poziomu wód gruntowych powyżej zapór, zwracając uwagę na fakt, że w dalszym biegu rzeki ulega on obniżeniu. Ocenia, że niemożliwe będzie prawidłowe wieloletnie funkcjonowanie dwóch stopni na dolnej Wiśle bez wybudowania pozostałych stopni kaskady, a wybudowanie wszystkich stopni kaskady w jego ocenie doprowadzi do wyginięcia ryb w rzece i zamulenia jej.
Pesymistycznie o kwestii zapobiegania powodziom wypowiada się też hydrolog i glacjolog prof. Marek Grześ. Twierdzi on, że teoretycznie przeciwpowodziowa zapora niekiedy sama może stwarzać zagrożenie powodziowe. Przywołuje przykład, kiedy to w styczniu 1982 roku śryż zatrzymał się w zbiorniku włocławskim i doprowadził do zalania jednej z dzielnic Płocka. Naukowiec ostrzega, że po sfinalizowaniu siarzewskiej inwestycji lód spławiany zaporą włocławską może stanowić zagrożenie dla zbiornika między Siarzewem a Włocławkiem i wywołać powódź, która może doprowadzić do wypłukania trujących nieczystości z odstojników przemysłowej oczyszczalni ścieków Zakładów Azotowych „Włocławek”, co stanowiłoby zagrożenie nie tylko dla okolicy, ale nawet dla Bałtyku.
Odmienne zdanie ma dr n. med. Grzegorz Chocian, hydrobiolog, ekspert do spraw ochrony środowiska i rozwoju regionalnego, członek wojewódzkich komisji ds. ocen oddziaływania na środowisko przy RDOŚ w Białymstoku i Warszawie oraz Prezes Zarządu Ekoton sp. z o.o. i Prezes Fundacji Konstruktywnej Ekologii Ecoprobono. Uzasadnia on, że „z założenia SW Siarzewo ma przeciwdziałać konsekwencjom zmian klimatycznych, takim jak długotrwałe okresy bez opadów prowadzące do suszy, czy skutki wezbrań spowodowanych przez nawalne deszcze. Będzie retencjonował istotny odsetek odpływu rocznego, co ma duże znaczenie dla utrzymania życia biologicznego w rzece w okresach niżówek i dla bilansu wodnego w całej okolicy.” „SW Siarzewo ma być progiem podpiętrzającym, który ma spełniać wiele funkcji. Stopień Wodny Siarzewo będzie miał relatywnie niewielki negatywny wpływ na środowisko. Twierdzi, że w trosce o środowisko zaplanowano wiele („z dużym nadmiarem”). Wymienia m.in.: przepławki dla ryb, ochronę ptaków na tzw. „Zielonej Kępie”, 15 wysp – siedlisk dla ptactwa wodnego, 600 ha płatów łęgów, 72 skrzynki dla nurogęsi – łącznie powstanie 19 470 skrzynek lęgowych dla ptaków dziuplastych, dla płazów 8 zbiorników zastępczych o łącznej powierzchni 15 hektarów, dla ryb: kozy i różanki – 27 zbiorników zastępczych; zarybianie – rocznie zostanie wpuszczonych do rzeki 250 tys. sztuk tzw. smoltów łososia atlantyckiego oraz 10 tys. osobników troci wędrownej.
Zdaniem dra Przemysława Nawrockiego, specjalisty ds. ochrony wód WWF Polska, budowa kolejnego stopnia wodnego za Włocławkiem jest szkodliwym pomysłem i bezzasadnym niszczeniem przyrody. W jego ocenie lepszym rozwiązaniem, chroniącym włocławską zaporę, byłoby wzmocnienie istniejącego już progu przy włocławskiej zaporze, przekształcenie go z tymczasowego w stały. Jako najtańsze i najkorzystniejsze dla środowiska remedium na problemy z włocławską zaporą proponuje wyłączenie jej z eksploatacji (stopniowe spuszczanie wody z Zalewu Włocławskiego, pozostawienie budowli tylko w formie przeprawy drogowej). Powołując się na opinie specjalistów od zapór podkreśla, że po remontach kondycja włocławskiej zapory jest już bardzo dobra, nie przewróci się, a w razie ewentualnego rozmycia zapory ziemnej nie dojdzie do nagłego, tylko stopniowego wypływu wody. Zastrzeżenia do projektu budowy stopnia wodnego w Siarzewie wniosły również: Fundacja Greenmind, Towarzystwo na rzecz Ziemi, Pracownia Ekspertyz i Badań Ichtiologicznych PEBI, Towarzystwo Ochrony Przyrody, Ogólnopolskie Towarzystwo Ochrony Ptaków, Klub Gaja.
Według raportu Fundacji WWF Polska z energetycznego punktu widzenia budowa Elektrowni Wodnej Siarzewo o mocy 80 MW za 2,2 mld PLN z terminem uruchomienia w 2025 r. jest nieracjonalna. Taki jednoznaczny wniosek wynika z szeroko zakrojonych analiz konfrontujących elektrownię w Siarzewie z licznymi rozwiązaniami alternatywnymi.
Projekt powstania Stopnia Wodnego Siarzewo wspierają niektóre lokalne społeczności. W trakcie wielomiesięcznej szeroko zakrojonej kampanii lobbingowej, prowadzonej między innymi na terenie diecezji włocławskiej, ze wsparciem księdza biskupa Wiesława Meringa, działacze Związku Gmin Ziemi Kujawskiej zgromadzili 102 327 podpisów poparcia dla inwestycji. W zbieraniu podpisów pomagali niektórzy samorządowcy, przedsiębiorcy, różne instytucje, osoby prywatne. O poparcie dla inwestycji zabiegał nie tylko ZGZK z siedzibą w miejscowości Aleksandrów Kujawski, ale także Stowarzyszenie EKO z siedzibą w miejscowości Służewo-Pole, Stowarzyszenie Rozwoju Solca Kujawskiego, z siedzibą w miejscowości Solec Kujawski, Stowarzyszenie Partnerstwo dla Ziemi Kujawskiej z siedzibą w miejscowości Odolion, Stowarzyszenie Gmin Ziemi Dobrzyńskiej z siedzibą w miejscowości Dobrzyń nad Wisłą, Włocławskie Centrum Edukacji Ekologicznej z siedzibą we Włocławku.